# Butser Ancient Farm
La Butser Ancient Farm (« ferme ancienne (ou antique) de Butser Hill (en) » en anglais) est un musée archéologique en plein-air de Petersfield dans le Hampshire, en Grande-Bretagne, à 80 km au sud-est de Stonehenge. Fondé en 1970, ce musée d'archéologie expérimentale reconstituée est consacré à l'histoire des Bretons insulaires, couvrant une période allant de la préhistoire de la Grande-Bretagne au début du Moyen Âge, de l'histoire de l'Angleterre.

## Histoire
Ce musée d'archéologie expérimentale est fondé en 1970 par le Council for British Archaeology, initialement dirigé par l'archéologue britannique Peter Reynolds (en).

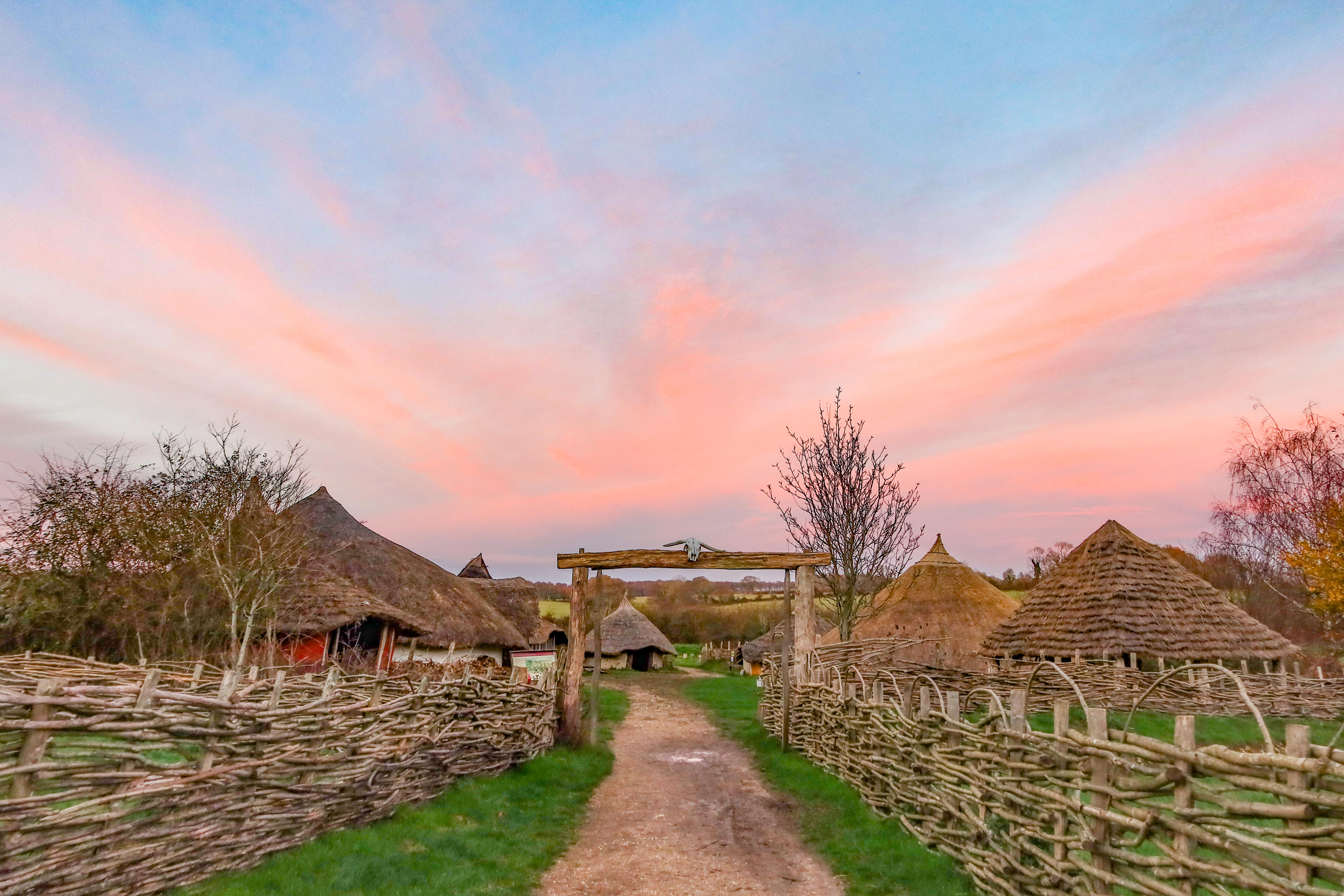
Enceinte de l'Âge du fer britannique
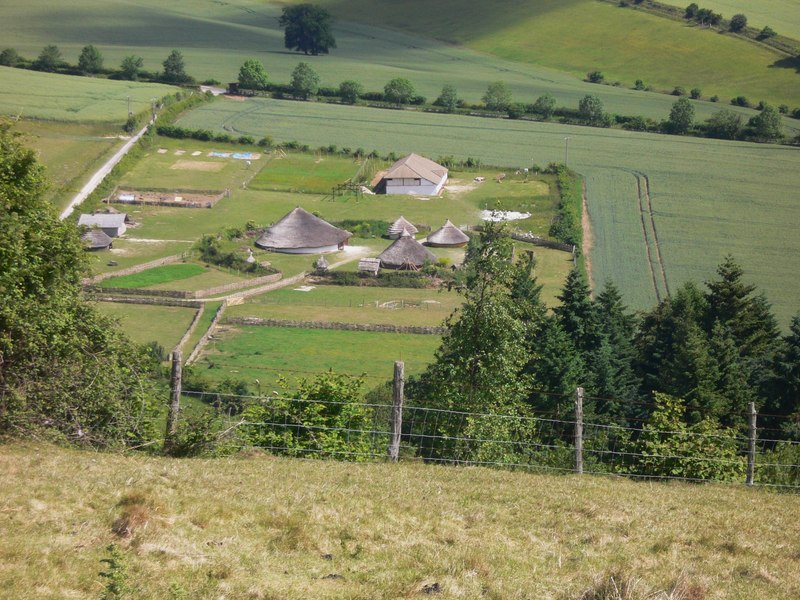
Vue aérienne
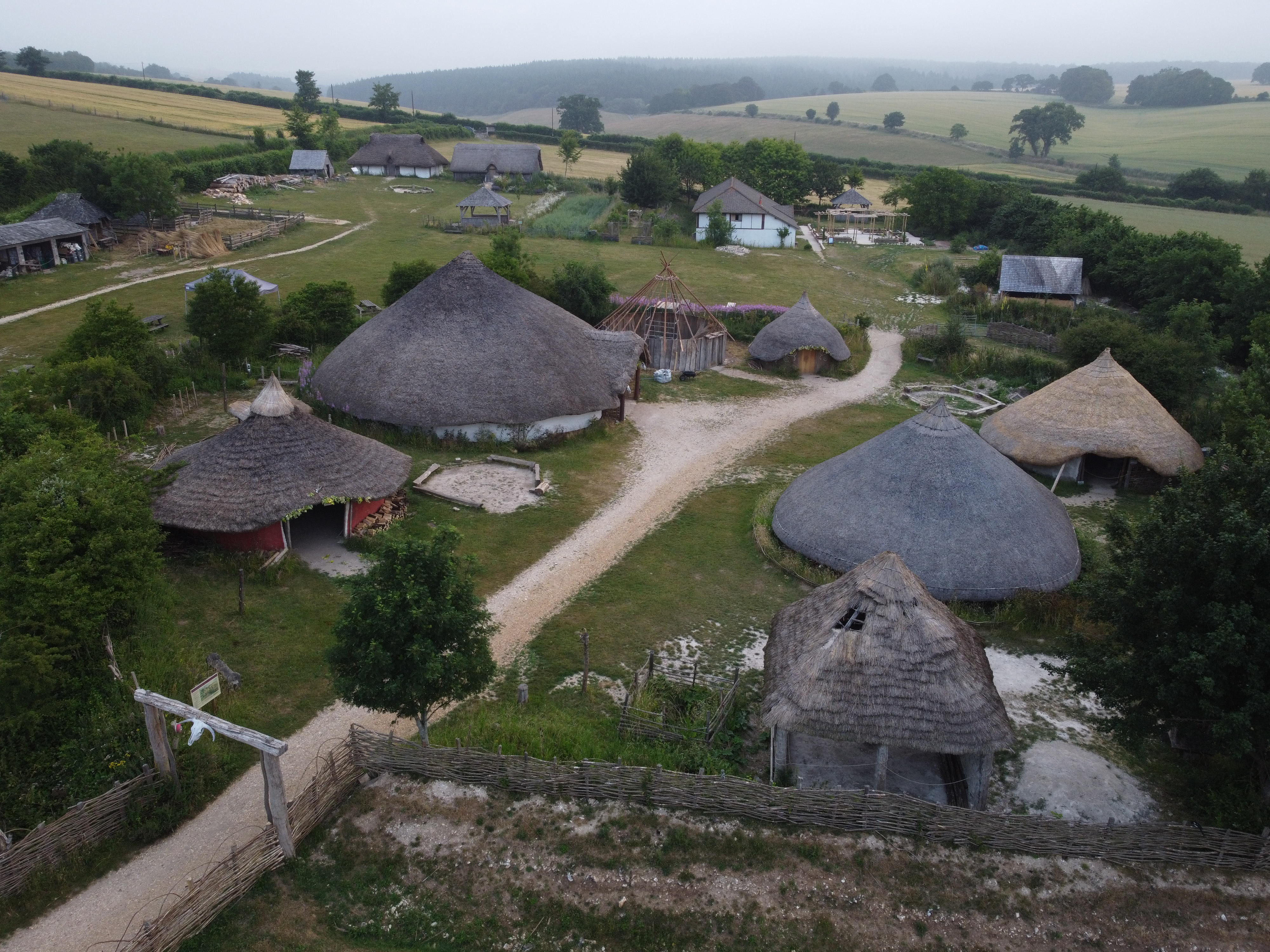
Ferme de l'Âge du fer

De nombreux archéologues et experts historiens (dont Collin Bowen (en), Mick Aston (en), Dai Morgan Evans (en)...) mettent à contribution ce site de reconstitution historique pour étudier, reconstituer et présenter des bâtiments et structures architecturales et de vie, issus de divers sites archéologiques de Grande-Bretagne, allant de la préhistoire de la Grande-Bretagne (Âge de la pierre, Paléolithique, Mésolithique, Néolithique, Âge du bronze britannique, Âge du fer britannique), aux périodes romano-britanniques (conquête romaine de la Grande-Bretagne), et au début des périodes Anglo-Saxonnes du Moyen Âge et de l'histoire de l'Angleterre. 

The Stone Age Horton House du Néolithique
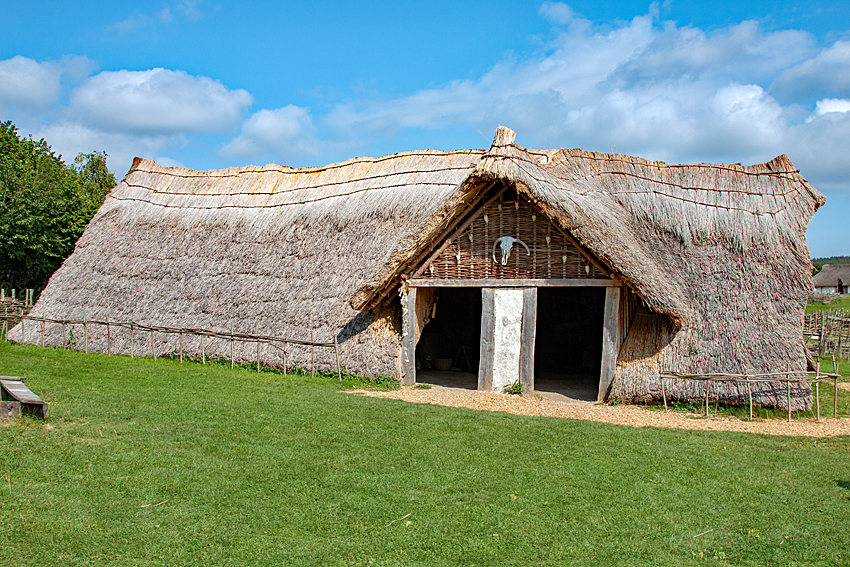
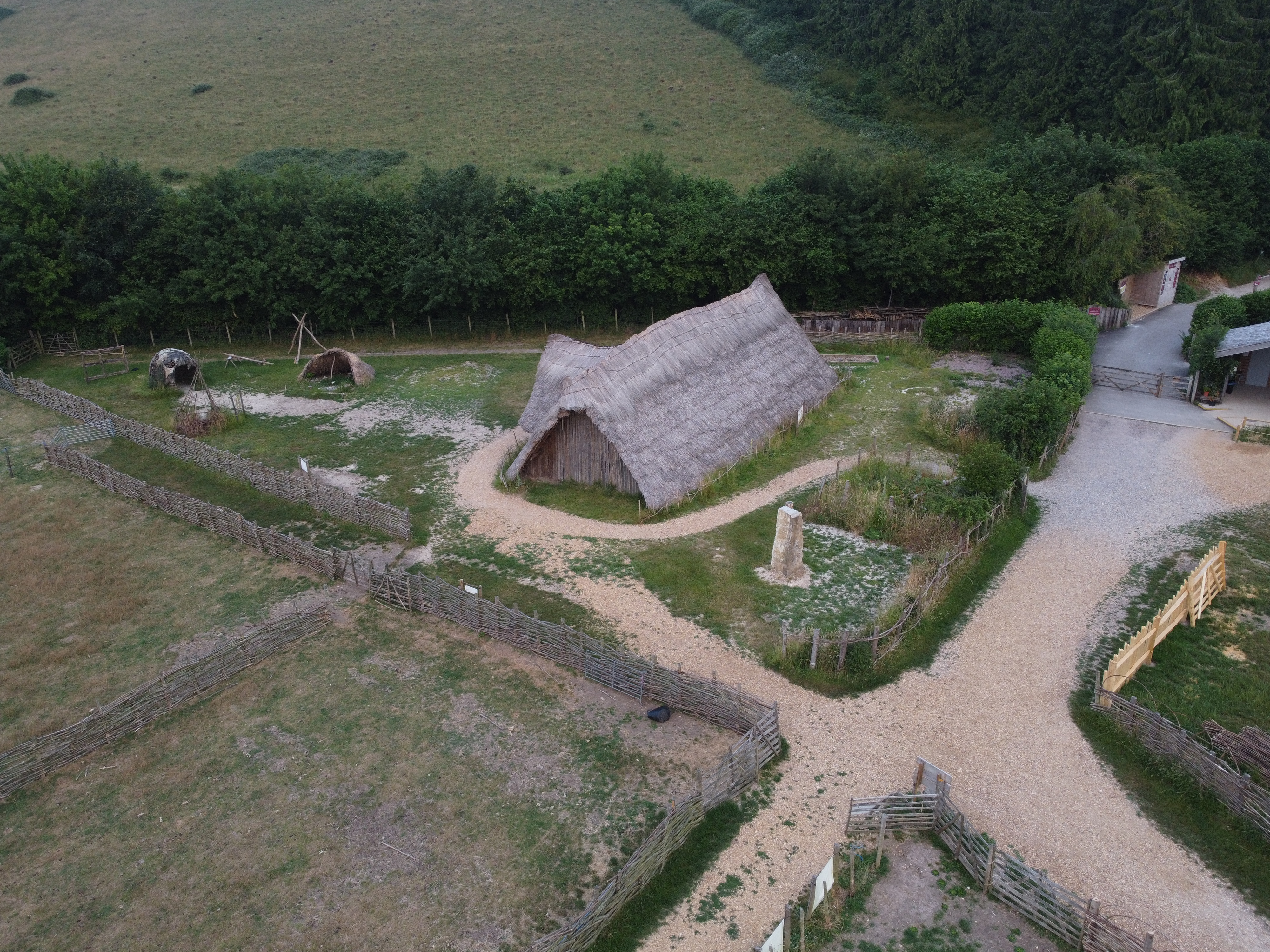
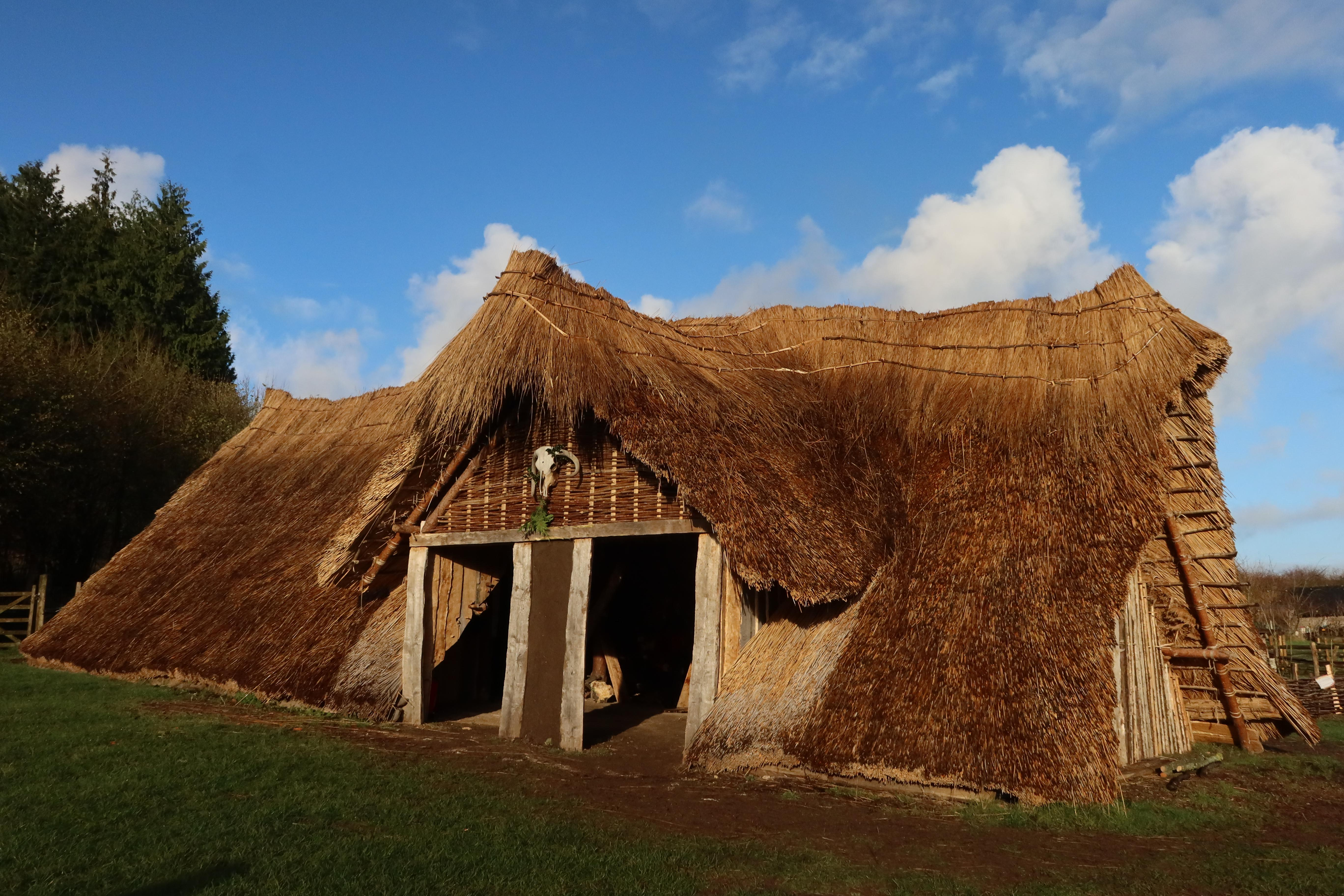

Les lieux permettent d'étudier l'histoire des chasseur-cueilleurs, suivie de la révolution néolithique de l'architecture et de l'économie domestique, agricole, de l'élevage (chèvres, mouton de Soay et loaghtan, poules, bovins...), et de l'artisanat en Grande-Bretagne, en particulier pendant le millénaire entre les Ve siècle av. J.-C. et Ve siècle, avec en particulier des constructions de maisons longues et de maisons rondes (en) en torchis, caillebotis, et toit de chaume, de maisons anglo-saxonnes, et de villa romaine de Sparsholt (en) du IIe siècle...

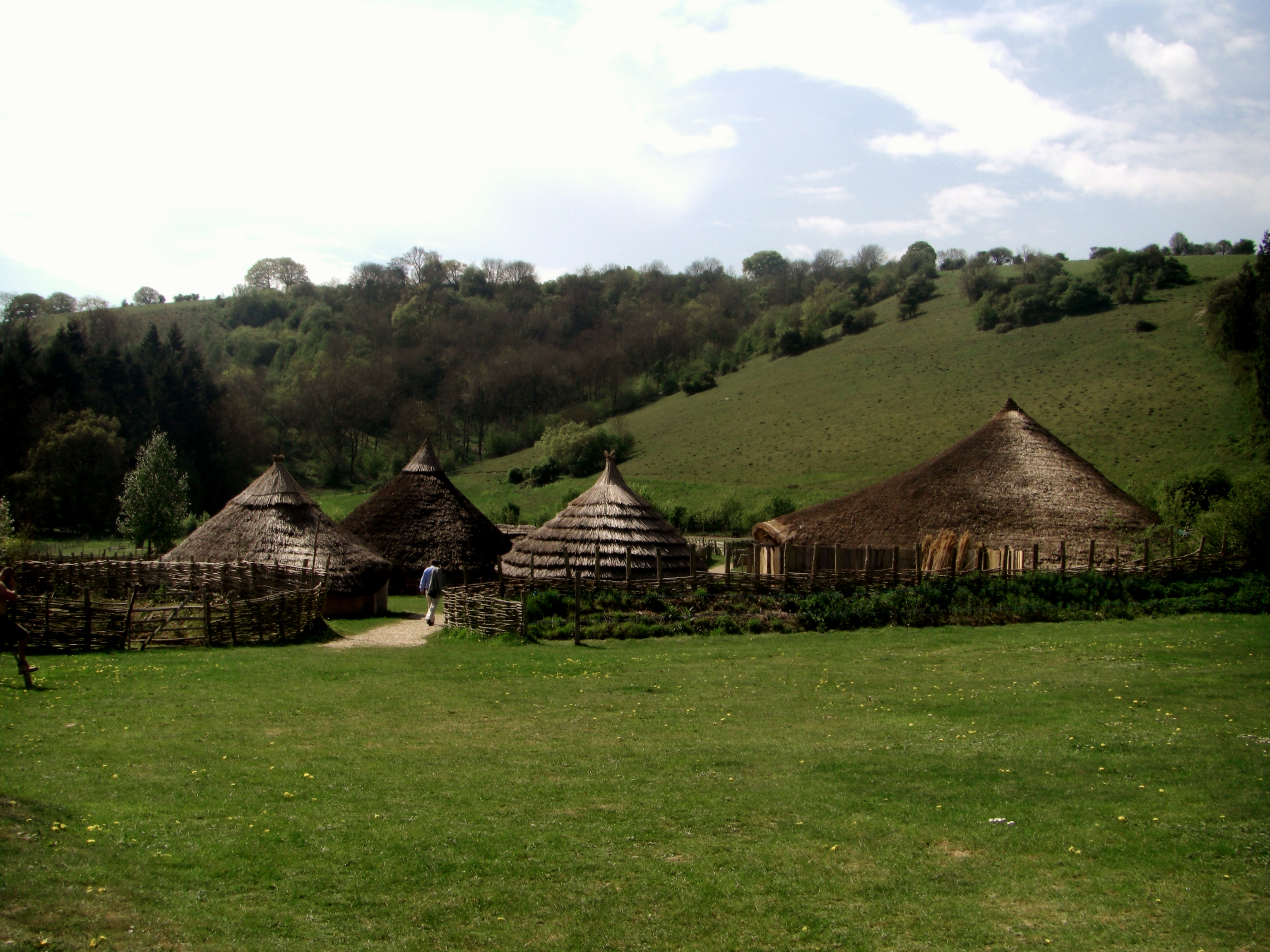
Ferme de l'Âge du fer
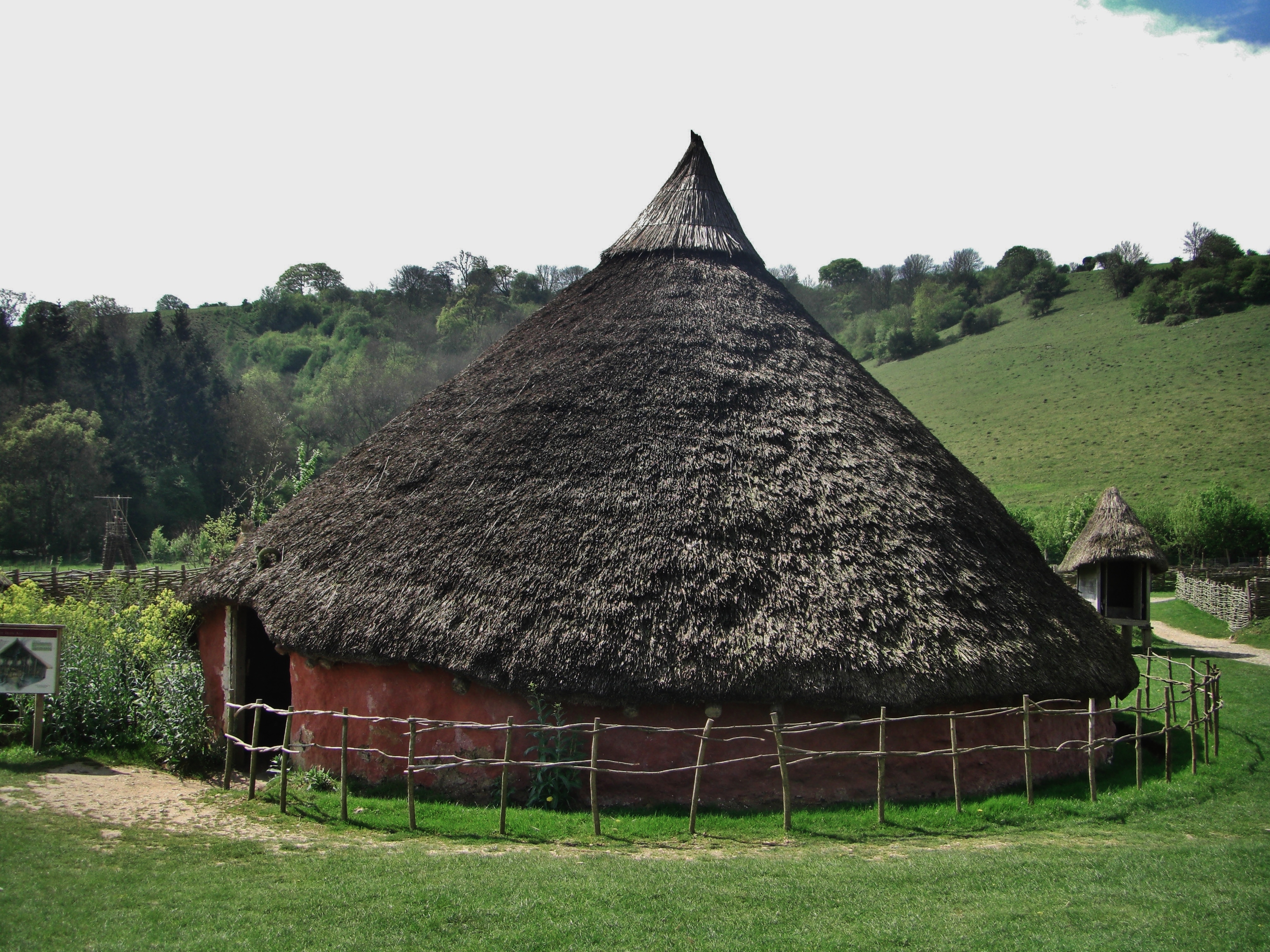
The Moel y Gerddi roundhouse (maison ronde (en))
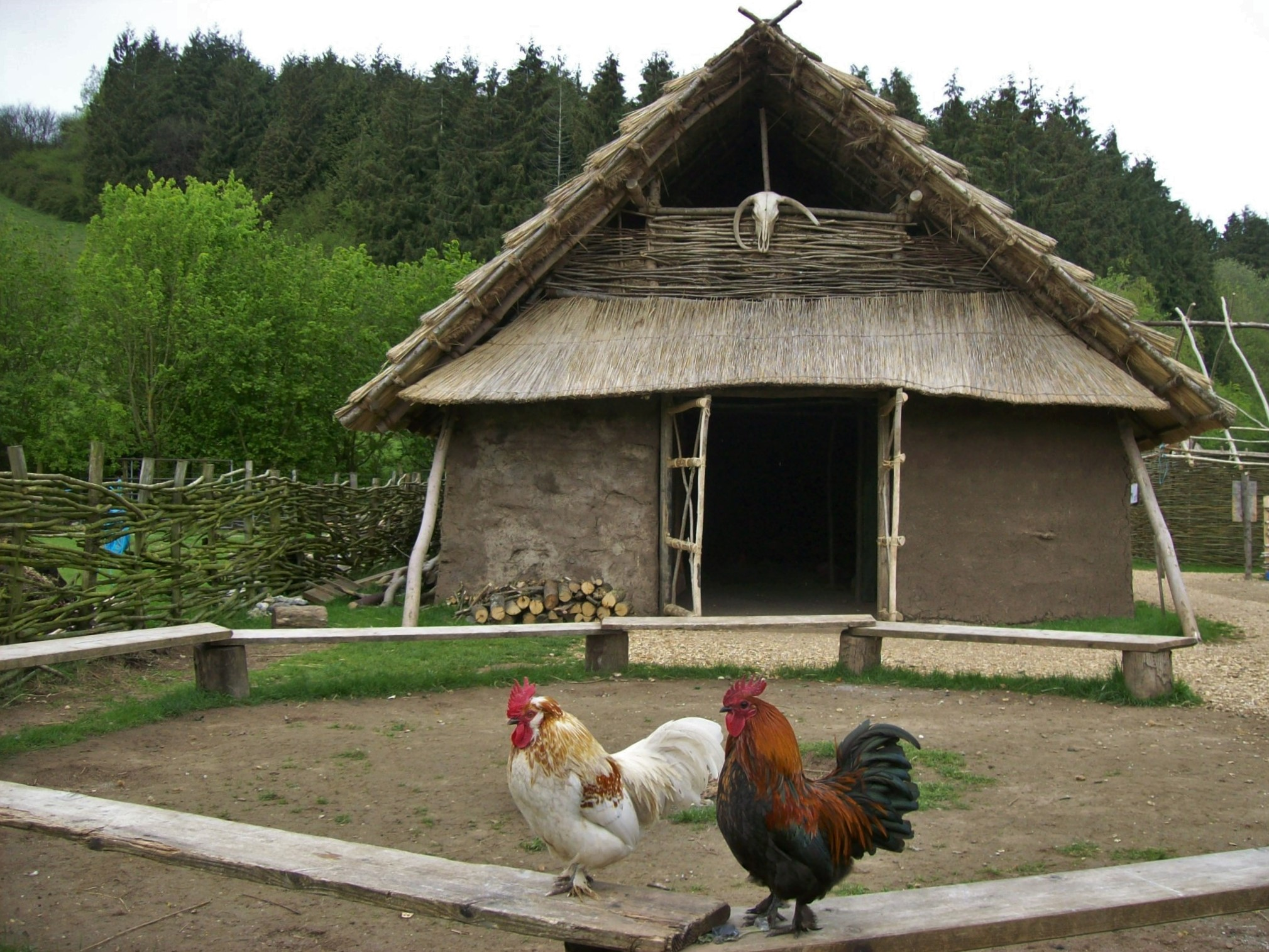
The Long house et coqs domestiques

## Situation géographique
Les lieux sont initialement situés sur le site d'une ferme de l'Âge du bronze britannique et de l'Âge du fer britannique, de Butser Hill (en), à quelques km de Petersfield dans le Hampshire, à 80 km au sud-est de Stonehenge. Les lieux sont déplacés en 1989 à Hillscombe Down (second site « Ancient Farm Demonstration Area (AFDA) » découvert en 1976 à 1 km). Les lieux sont à nouveau déplacés en 1991 à Bascombe Copse, sur les pentes de Windmill Hill, à environ 5 km du site d'origine.

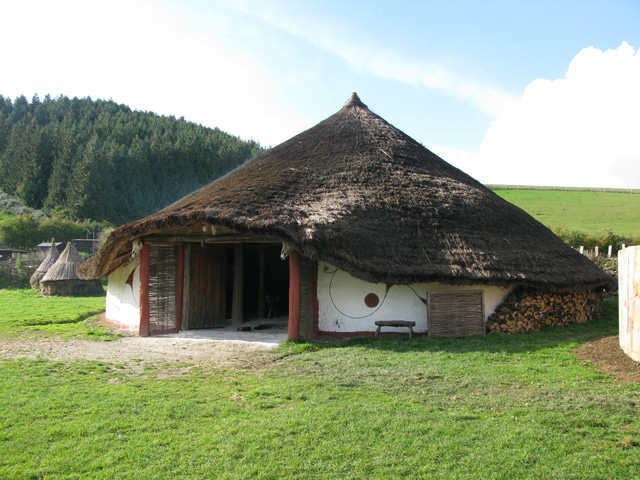
The Little Woodbury roundhouse (maison ronde (en))
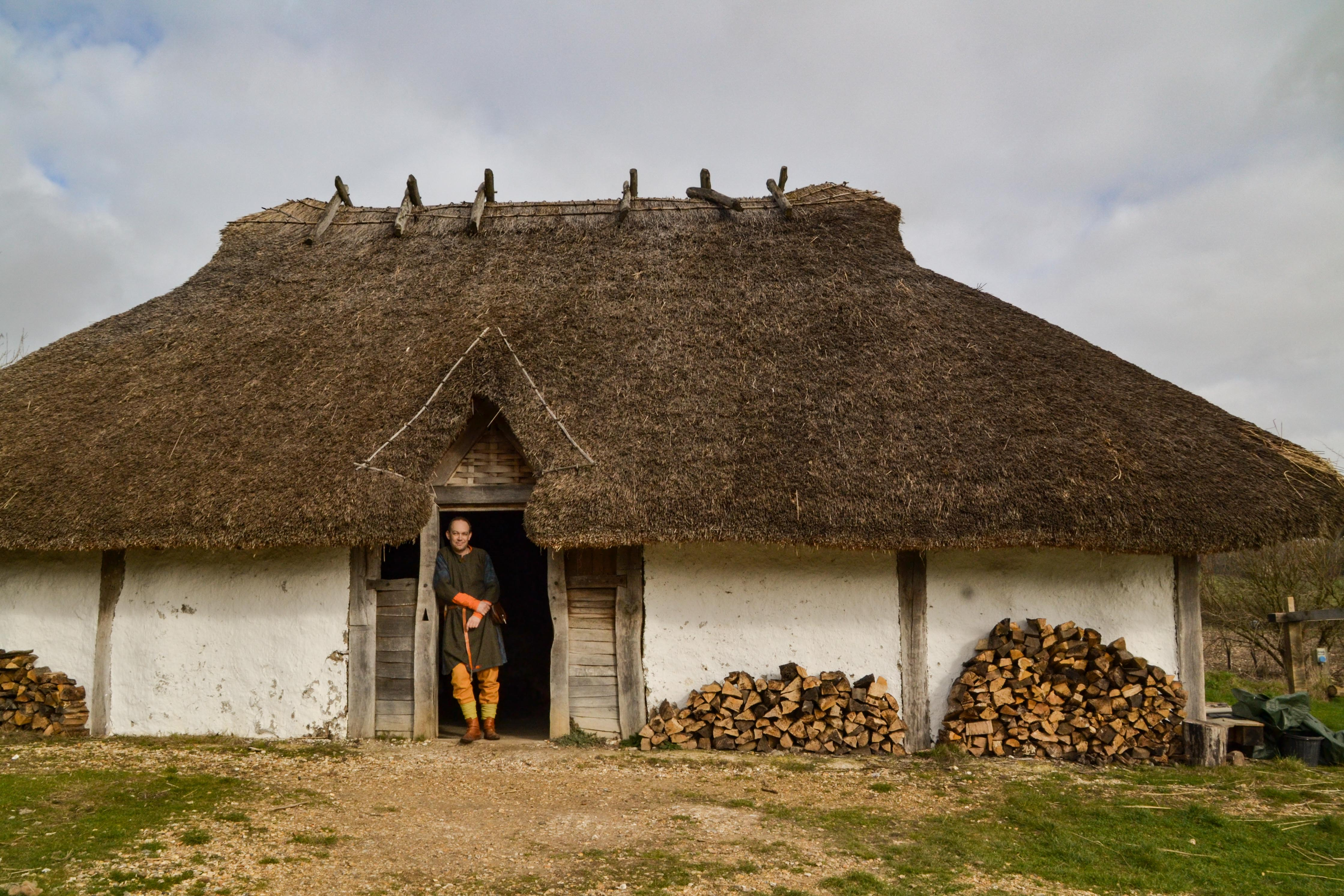
The Chalton A2 Saxon House
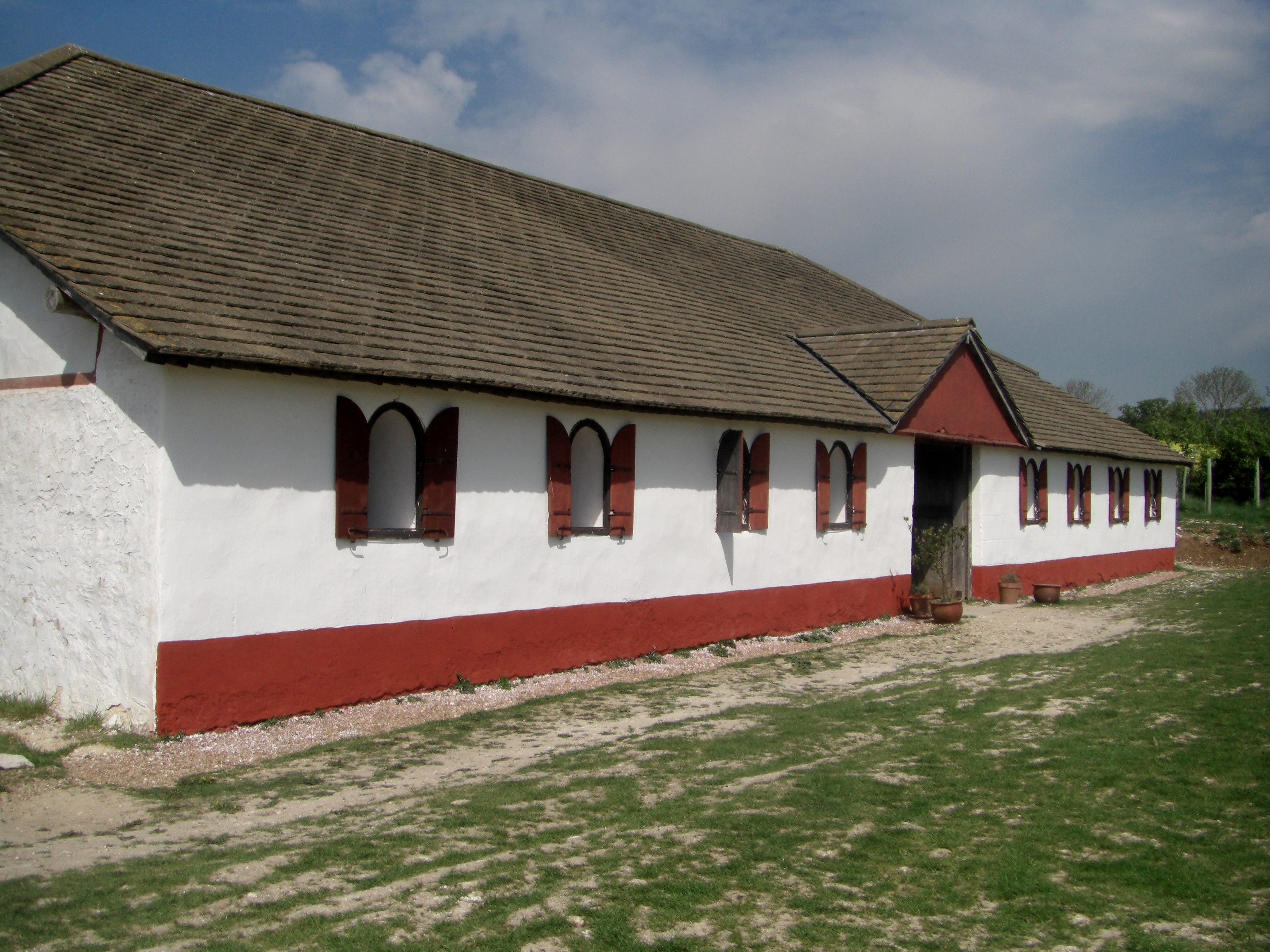
Reconstitution de la villa romaine de Sparsholt (en) (IIe siècle)
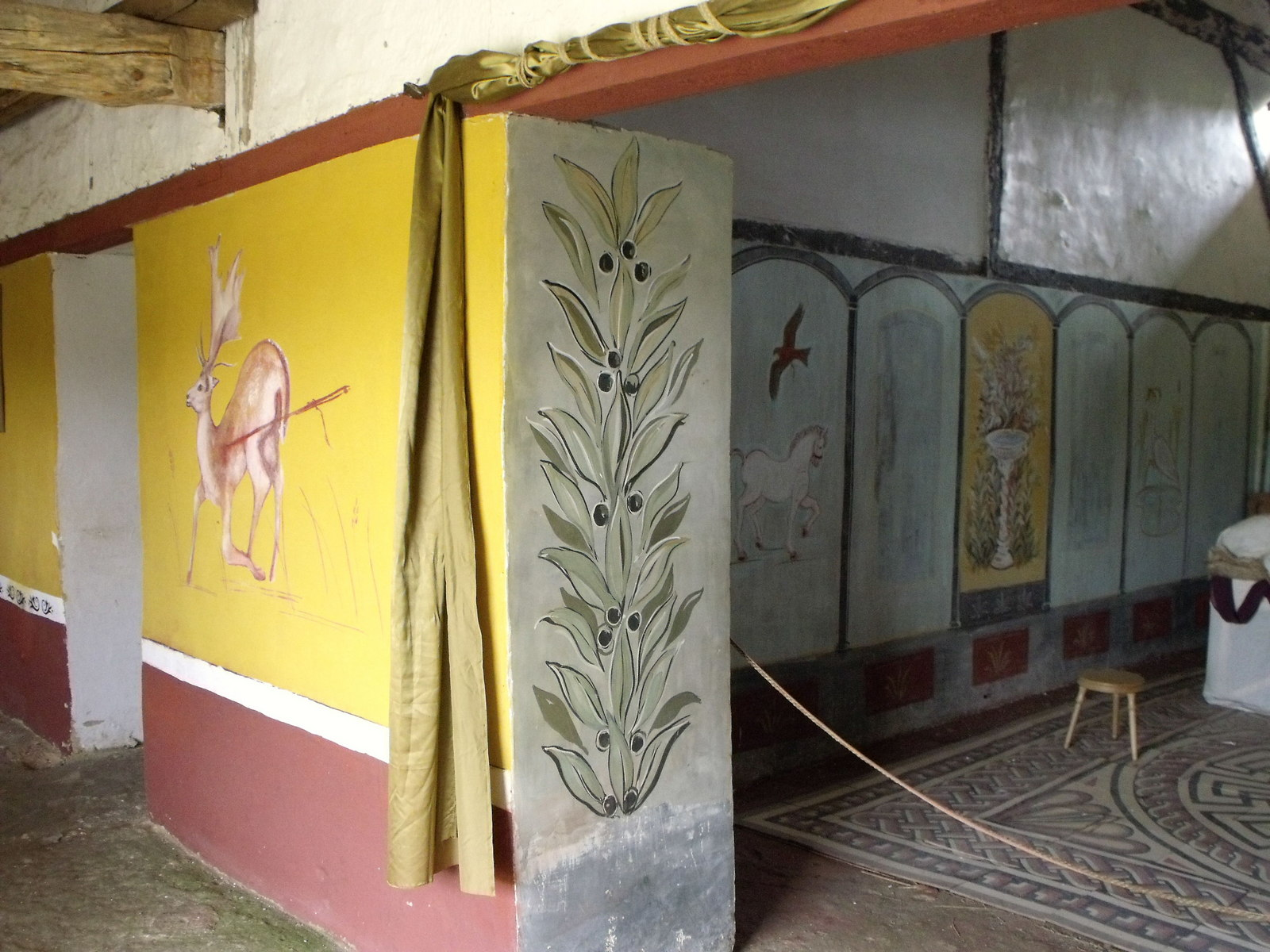
Villa romaine de Sparsholt
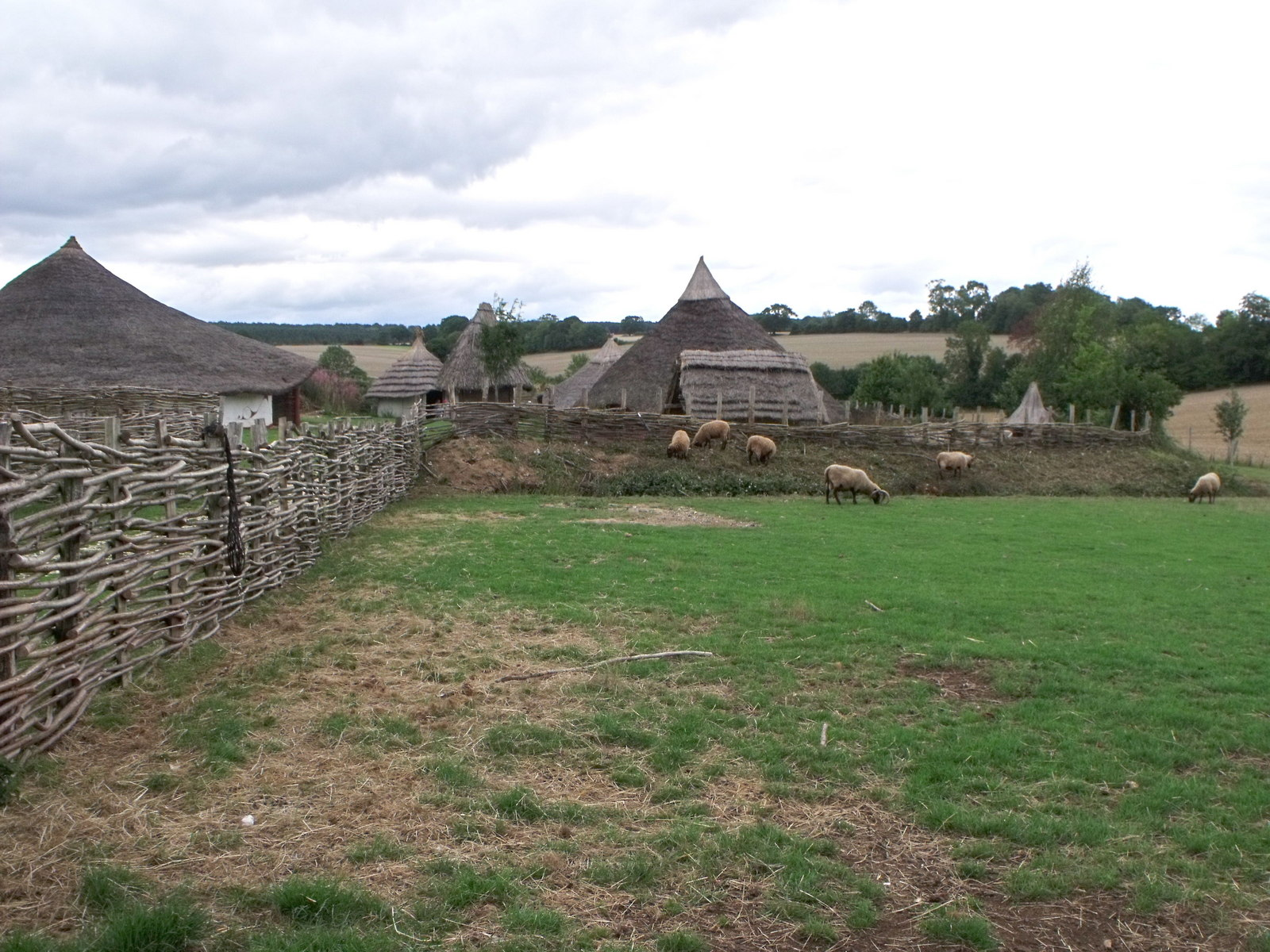
Elevage de moutons loaghtans
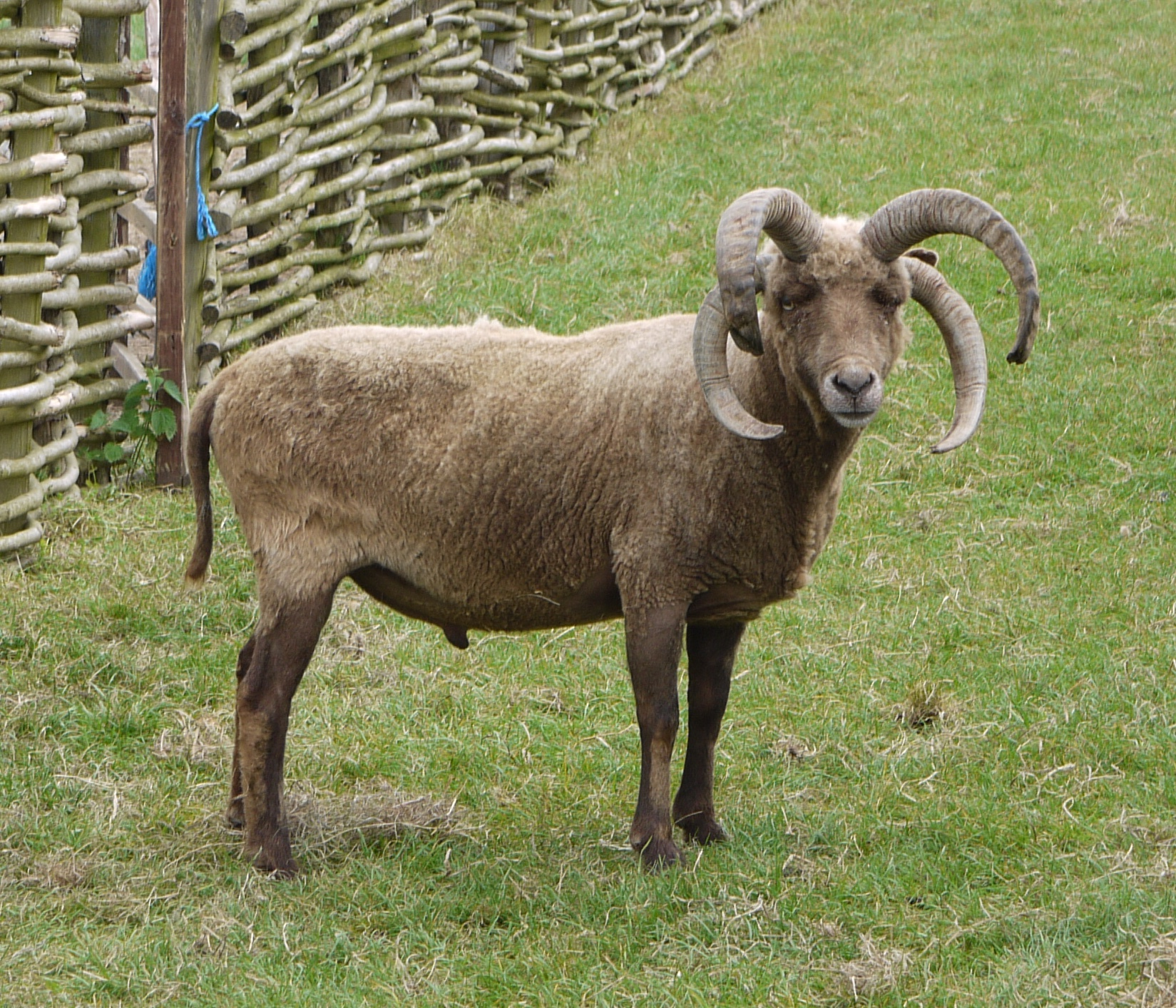
Mouton loaghtan
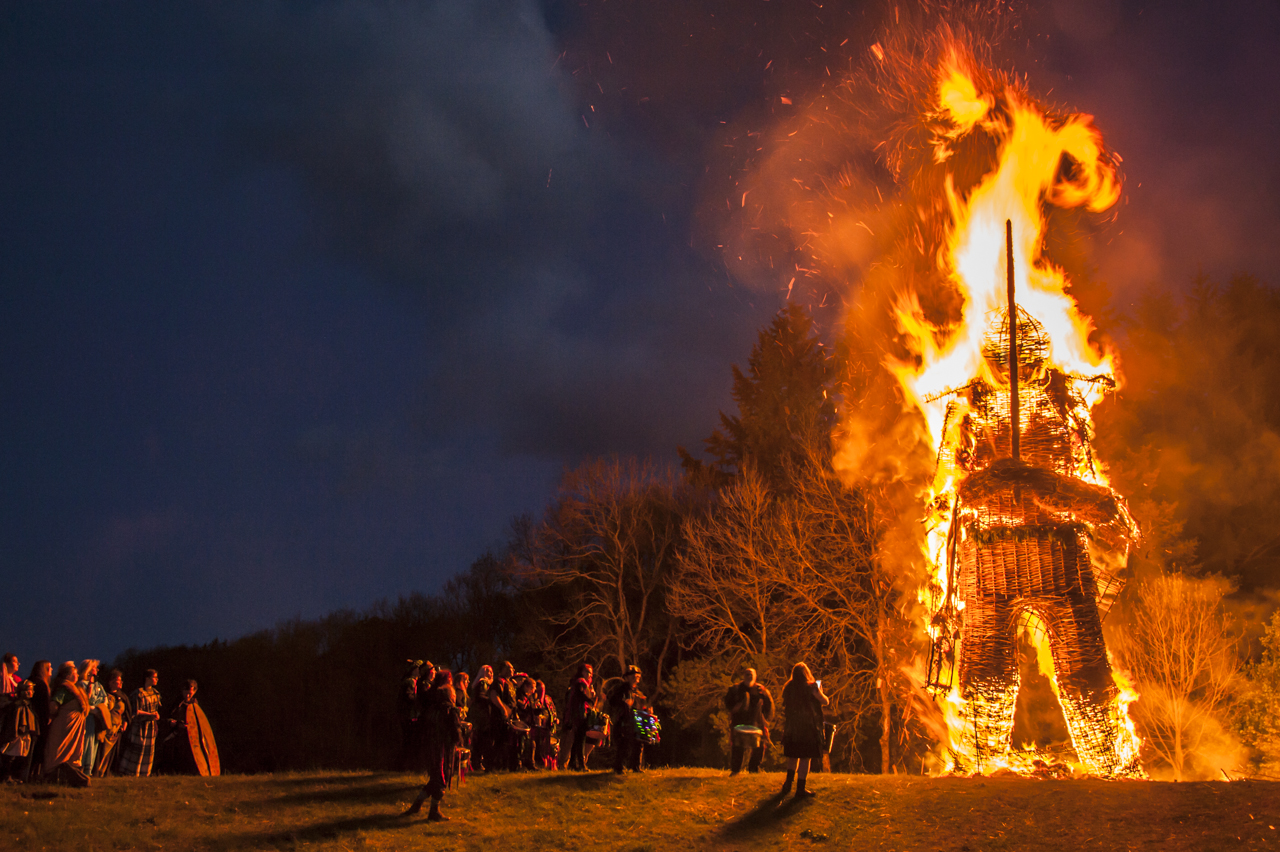
Reconstitution historique de la fête religieuse celtique de l'homme d'osier du beltaine
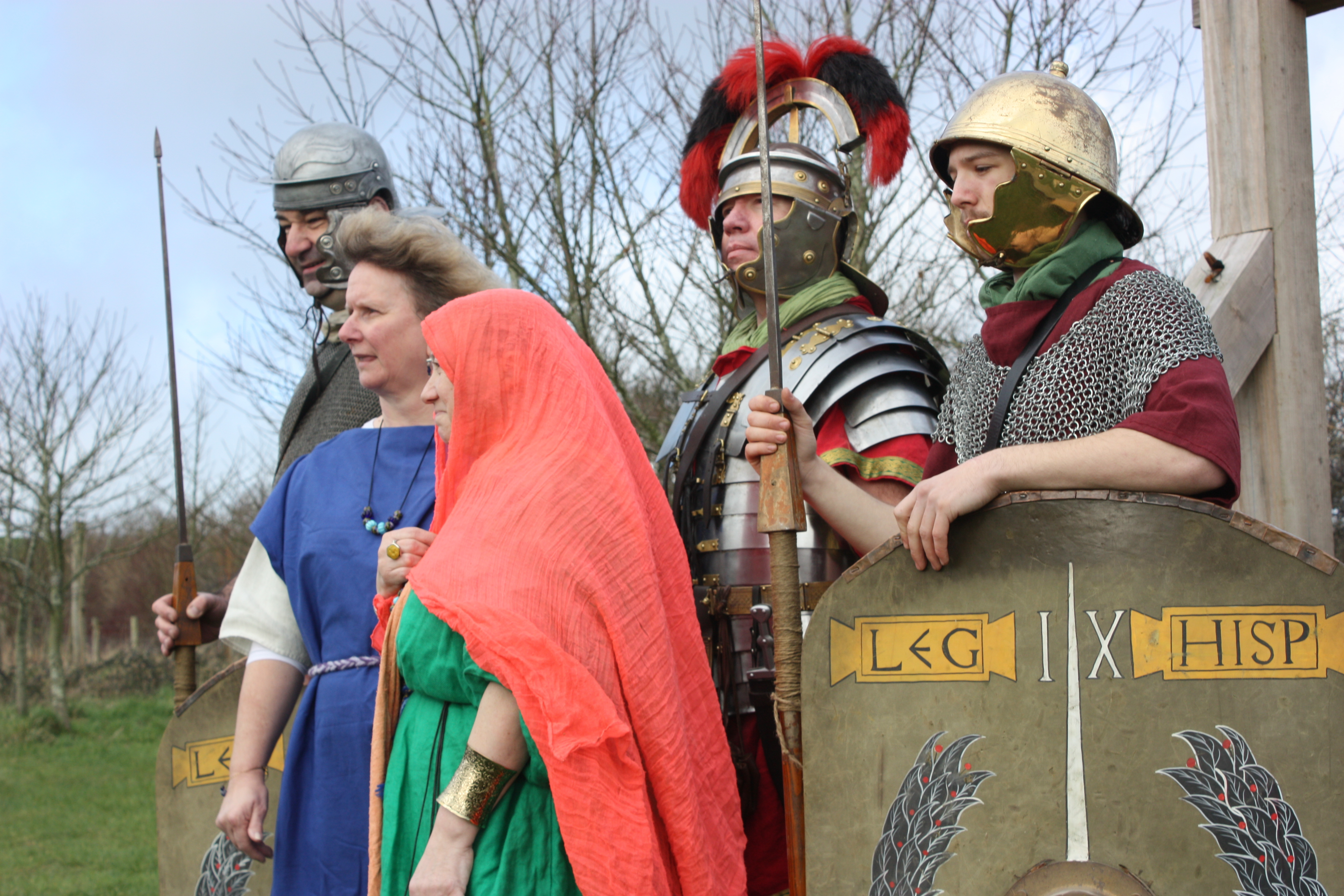
Conquête romaine de la Grande-Bretagne par la Legio IX Hispana

## Au cinéma et télévision
Ce site archéologique est utilisé pour le tournage de quelques documentaires, films et séries télévisées, dont :
- 2004 : Gladiatress (en)
- 2015 : Arthur and Merlin (en)
- 2018 : Britannia (série télévisée), de 27 épisodes